# 長岡藩 (山城國)
長岡藩（日语：／ Nagaoka-han */?）是日本山城國乙訓郡長岡的藩，寬永10年3月25日（1633年5月3日）創藩，慶安2年7月4日（1649年8月11日）廢藩，石高是20,000石，藩廳最初設於勝龍寺城遺址，寬永10年7月向江戶幕府提出轉移至神足寺獲准。

## 歷史
寬永10年3月25日（1633年5月3日），原本在上總國和下總國內領有8,000石的永井直清獲加增12,000石，以20,000石入主長岡，領地涵蓋山城國乙訓郡、紀伊郡、攝津國芥川郡和太田郡。與此同時，直清之兄永井尚政也從下總古河藩入主山城淀藩，兩人作為譜代大名駐守於重要航道淀川的兩岸。直清最初在入主長岡時定居於勝龍寺城遺址，不過在同年7月以該地位處於小畑川沿岸低處濕地，可能會遭遇氾濫為由而提出轉移至神足寺獲准。
寬永19年（1642年）之後，直清與尚政、京都所司代、大坂城代等奉行一同管治畿內和西國。而且，直清也獲江戶幕府將軍任命為京都所司代和大坂城代的代理人。正保3年（1646年）和慶安元年（1648年），直清分別在京都所司代和大坂城代外出期間負責處理內裏、洛中、洛外以及大坂城護衛等事情。慶安2年7月4日（1649年8月11日），直清獲加增16,000石而轉封至攝津高槻藩。

## 註解
1. ↑  長岡現為京都府長岡京市[1]。
2. ↑  神足寺現為長岡京市長岡京站一帶[2]。